# Isa Pola
Isa Pola, nome d'arte di Maria Luisa Betti di Montesano (Bologna, 19 dicembre 1909 – Milano, 17 dicembre 1984) è stata un'attrice italiana di teatro, cinema e televisione.

## Biografia

### Gli inizi

Isa Pola ed Elio Steiner in una foto di scena del film La canzone dell'amore (1930) di Gennaro Righelli, primo film sonoro italiano

Fin dall'infanzia ebbe la passione per la recitazione e il cinema.
Bella, fotogenica, formosa dal fascino intrigante e quasi perverso, la Pola, questo il nome d'arte che subito si scelse, esordì nel cinema muto nel 1927 nel film I martiri d'Italia di Silvio Laurenti Rosa dove apparve in un piccolo ruolo. Seguirono alcune piccole apparizioni in cui parve destinata a impersonare figure di maliarde rubacuori, esibendosi poi nel suo primo ruolo importante in Miryam di Enrico Guazzoni.

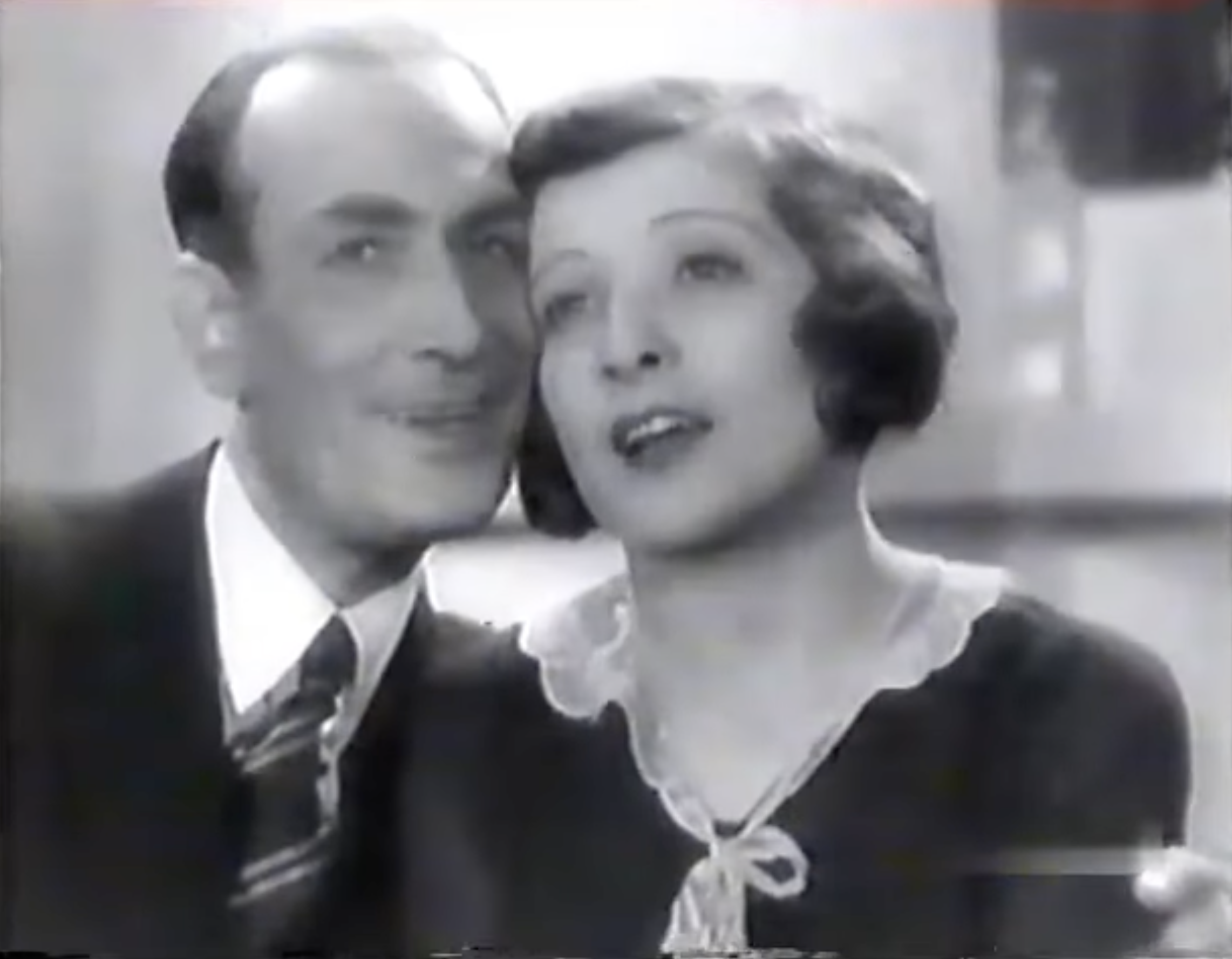
Isa Pola e Luigi Cimara nel film La telefonista (1932) di Nunzio Malasomma

### Il sonoro e il successo
Fu l'avvento del sonoro a dare una svolta definitiva alla sua carriera: Isa Pola interpretò, nel 1930, il primo film sonoro italiano in assoluto, La canzone dell'amore di Gennaro Righelli. Da quel momento diventò, assieme a Dria Paola, Isa Miranda e Germana Paolieri, una delle prime vere dive del cinema sonoro italiano sfruttando oltre alla sua fotogenia, la sua franchezza e una voce gradevole, e rompendo la tradizione delle languide e svenevoli, oltre che un po' attempate, dive del muto.
La sua attività fu per tutti i primi anni trenta costellata da film di grande successo quali Terra madre di Alessandro Blasetti, La Wally di Guido Brignone, L'ultima avventura di Mario Camerini, Acciaio di Walter Ruttmann, La telefonista di Nunzio Malasomma, in cui diede un'ulteriore svolta alla sua carriera interpretando una seria e accorta telefonista in contrasto con il ruolo di Vamp sino allora ricoperto, e L'anonima Roylott di Raffaello Matarazzo.
La sua carriera marciò spedita e divenne una grandissima celebrità del grande schermo dimostrando grande versatilità, recitando accanto ai divi dell'epoca come Elio Steiner, Fosco Giachetti, Gino Cervi, Rossano Brazzi, Antonio Centa e interpretando ora il ruolo di donna perfida e insaziabile, ora quello di onesta e virtuosa moglie, ora quello di ragazza indifesa ora quello di infedele signora borghese. Memorabile fu, a tal proposito, la sua interpretazione della moglie di Emilio Cigoli che tradisce il marito con Adriano Rimoldi in I bambini ci guardano di Vittorio De Sica del 1943.
Nel dopoguerra tornò al cliché di donna perfida e infedele in Furia di Goffredo Alessandrini del 1947, in Ombre sul Canal Grande di Glauco Pellegrini del 1951 e Tre storie proibite di Augusto Genina del 1952.
Fu attiva nel cinema sino alla fine degli anni cinquanta ed ebbe una seppur ridotta attività televisiva. Apparve, per l'ultima volta, nella commedia Come un uomo e una donna di Domenico Campana nel 1970.

Isa Pola e Antonio Gandusio nella commedia teatrale Giocattoli (1938) di Carlo Veneziani

### Il teatro
Dopo essere stata compagna di scena, agli inizi della carriera, di Nino Besozzi, Antonio Gandusio ed Enrico Viarisio nella Rivista, la Pola fu attiva anche in teatro. Dotata di una voce profonda e di una conoscenza perfetta del dialetto veneto, dote che le consentì di eccellere anche sul palcoscenico con la Compagnia del Teatro Veneto, trionfò, nel 1936, ne La vedova e nel 1947, a fianco di Cesco Baseggio ne Il bugiardo. Ma oltre alle commedie di Carlo Goldoni, interpretò anche testi di Giacinto Gallina, George Bernard Shaw (Non si sa mai), Alberto Moravia (Gli indifferenti), Torquato Tasso (Intrighi d'amore), Gabriele D'Annunzio (La fiaccola sotto il moggio) e Luigi Pirandello. Si distinse anche nel teatro comico accanto ad Alberto Bonucci nel 1958.

### Morte
Isa Pola morì a Milano, dove si era ritirata a vita privata, nel 1984, due giorni prima del suo settantacinquesimo compleanno.

## Filmografia

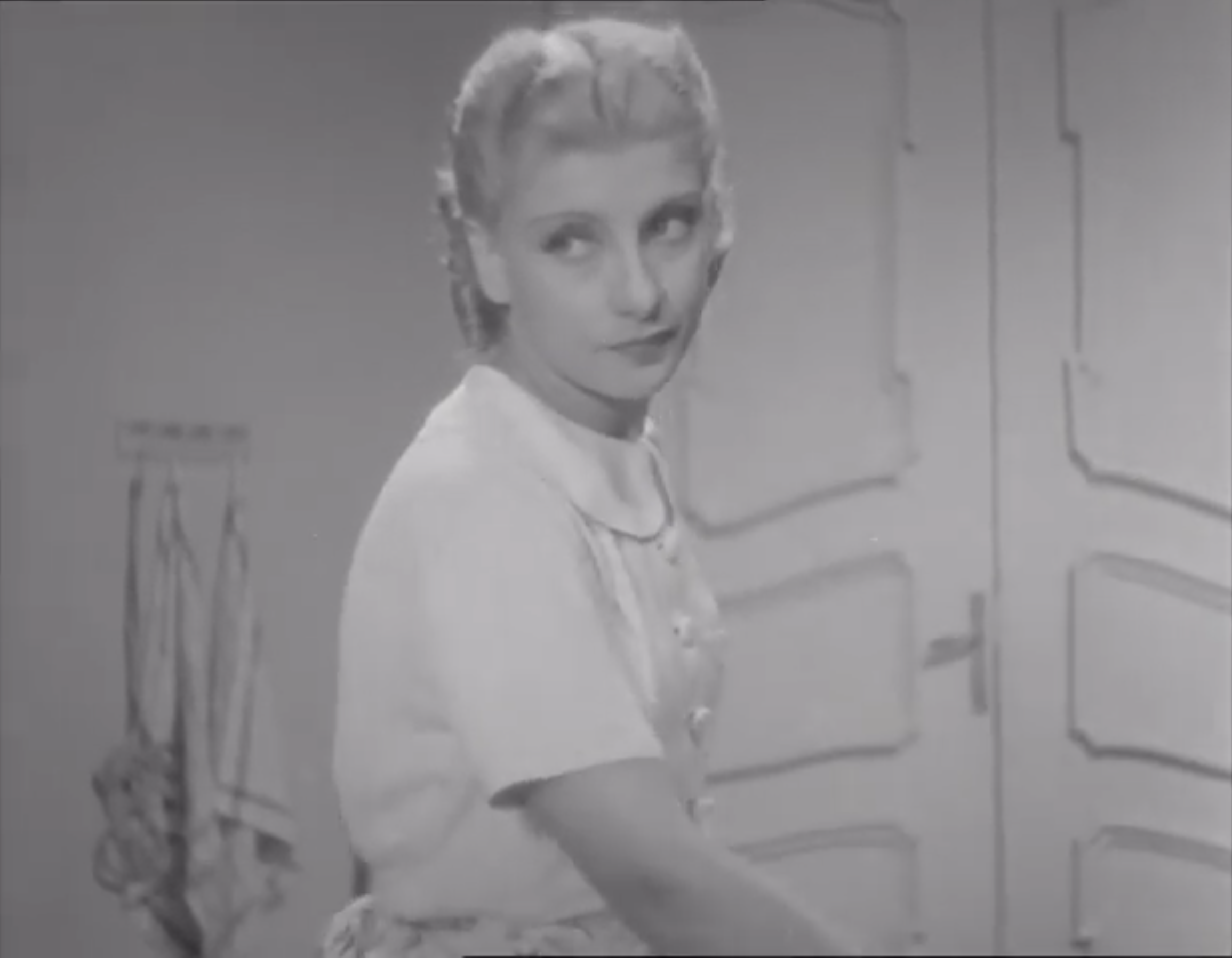
Isa Pola nel film Sono stato io! (1937) di Raffaello Matarazzo

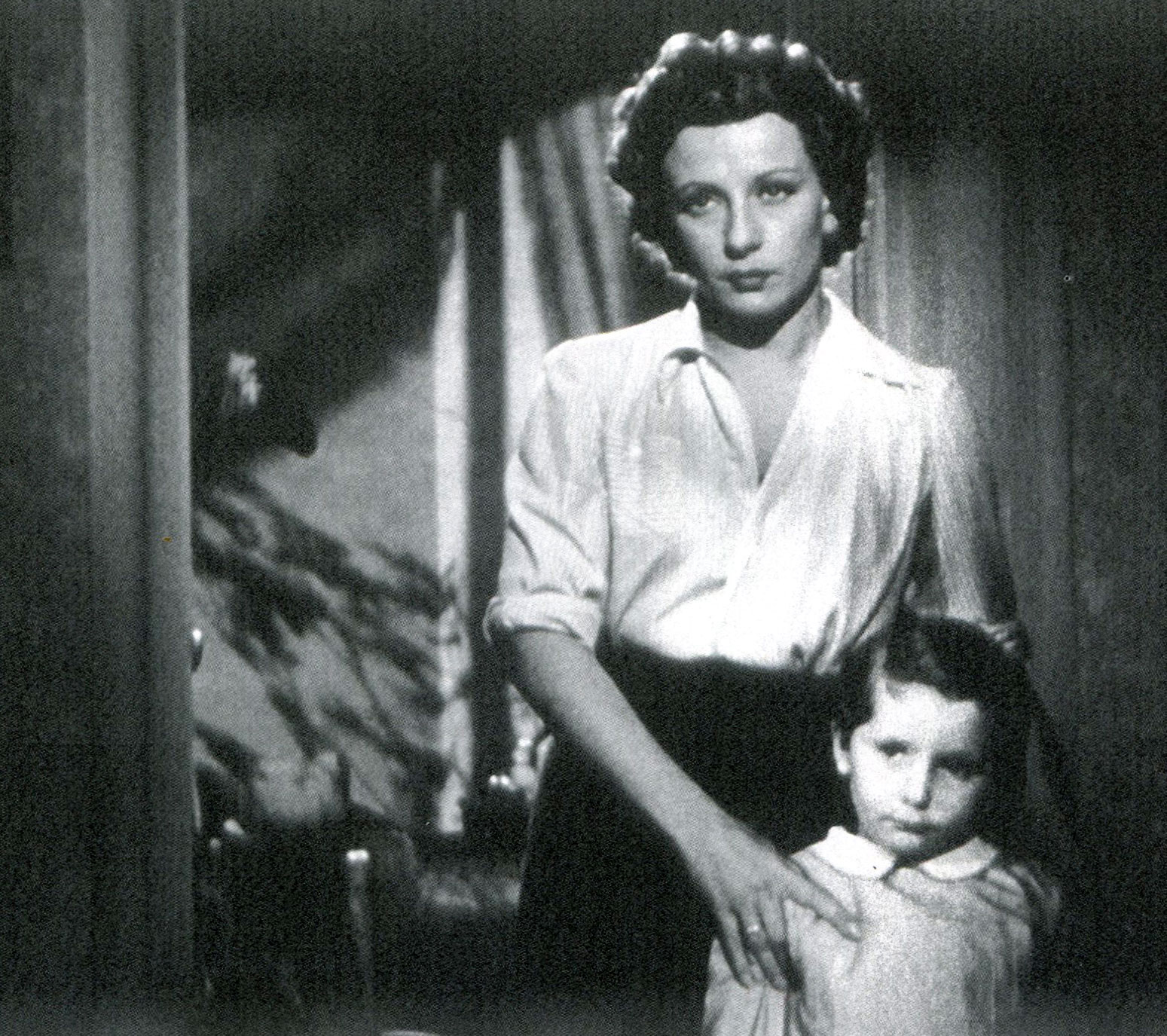
Isa Pola e Luciano De Ambrosis nel film I bambini ci guardano (1943) di Vittorio De Sica

- I martiri d'Italia di Silvio Laurenti Rosa (1927)
- Boccaccesca, regia di Alfredo De Antoni (1928)
- Giardini che vivono, regia di Luciano Doria (1929)
- Miryam, regia di Enrico Guazzoni (1929)
- La canzone dell'amore, regia di Gennaro Righelli (1930)
- Terra madre, regia di Alessandro Blasetti (1931)
- La Wally, regia di Guido Brignone (1931)
- Stella del cinema, regia di Mario Almirante (1931)
- L'ultima avventura, regia di Mario Camerini (1932)
- La cantante dell'Opera, regia di Nunzio Malasomma (1932)
- La telefonista, regia di Nunzio Malasomma (1932)
- Acciaio, regia di Walter Ruttmann (1933)
- Ragazzo, regia di Ivo Perilli (1934)
- Creature della notte, regia di Amleto Palermi (1934)
- L'albergo della felicità, regia di Giuseppe Vittorio Sampieri (1934)
- Le scarpe al sole, regia di Marco Elter (1935)
- L'anonima Roylott, regia di Raffaello Matarazzo (1936)
- Gli uomini non sono ingrati, regia di Guido Brignone (1937)
- Sono stato io!, regia di Raffaello Matarazzo (1937)
- La vedova, regia di Goffredo Alessandrini (1939)
- Cavalleria rusticana, regia di Amleto Palermi (1939)
- Lucrezia Borgia, regia di Hans Hinrich (1940)
- Il ponte di vetro, regia di Goffredo Alessandrini (1940)
- Una signora dell'Ovest, regia di Carl Koch (1942)
- I bambini ci guardano, regia di Vittorio De Sica (1943)
- Il paese senza pace, regia di Leo Menardi (1943)
- Furia, regia di Goffredo Alessandrini (1947)
- Circo equestre Za-bum, regia di Mario Mattoli (1949)
- Margherita da Cortona, regia di Mario Bonnard (1950)
- Angelo tra la folla, regia di Leonardo De Mitri (1950)
- Ombre sul Canal Grande, regia di Glauco Pellegrini (1951)
- La rivale dell'imperatrice, regia di Jacopo Comin, Sidney Salkow (1951)
- Il moschettiere fantasma, regia di Max Calandri (1952)
- Tre storie proibite, regia di Augusto Genina (1952)
- La regina di Saba, regia di Pietro Francisci (1952)
- La figlia del forzato, regia di Gaetano Amata (1954)
- Amore e chiacchiere, regia di Alessandro Blasetti (1957)

### Doppiatrici
- Andreina Pagnani in: Acciaio
- Tina Lattanzi in: Margherita da Cortona
- Giovanna Scotto in: La regina di Saba

## Prosa e rivista
- La città delle lucciole , di Dino Falconi e Oreste Biancoli, con Isa Pola, Enrico Viarisio, Giuseppe Porelli, stagione teatrale 1941-1942.
- I diari, di Pier Benedetto Bertoli, regia di Alberto Bonucci, Milano, Teatro Nuovo, 3 maggio 1959.

## Prosa televisiva Rai

Isa Pola nella commedia televisiva Primo giorno di primavera (1955)

- Primo giorno di primavera, di Alessandro De Stefani, con Isa Pola, Carlo Romano, Nives Zegna, Carla Macelloni, Corrado Pani, Tino Carraro, Fanny Marchiò, Flora Lillo, regia di Claudio Fino, trasmessa il 6 maggio 1955.
- La commedia del buon cuore, di Ferenc Molnár, con Isa Pola, Carlo Delfini, Mario Colli, Ernesto Calindri, Mercedes Brignone, Enzo Tarascio, Germana Monteverdi, regia di Tatiana Pavlova, trasmessa il 19 luglio 1957.
- Il ladro sono io, commedia di Giovanni Cenzato, con Flora Lillo, Nino Besozzi, Isa Pola, Gino Pernice, Armando Bandini, Mila Vannucci, Elisabetta Pozzi, regia di Giancarlo Galassi Beria, trasmessa l'8 novembre 1957.
- All'insegna delle sorelle Kadar, commedia con Isa Pola, Edoardo Toniolo, Laura Solari, Olga Gherardi, Mario Colli, Flora Lillo, Checco Rissone, Itala Martini, regia di Mario Landi, trasmessa il 5 aprile 1958.
- Valentina , di Marcello Marchesi e Vittorio Metz, con Carla Macelloni, Alberto Lionello, Gianni Agus, Isa Pola, Franco Scandurra, Enrico Viarisio, regia di Vito Molinari, sceneggiato di 4 puntate dal 7 settembre al 28 settembre 1958, programma nazionale.
- La spada di Damocle di Alfredo Testoni, regia di Vittorio Cottafavi, trasmessa il 14 novembre 1958.
- Veder grande, commedia di Guglielmo Giannini, con Isa Pola, Ennio Balbo, Franco Scandurra, Lola Braccini, Romolo Costa, regia di Claudio Fino, trasmessa il 11 dicembre 1959.